# Bethany Joy Galeotti
Bethany Joy Lenz (Hollywood, Florida, 2. travnja 1981.) je američka glumica, pjevačica, tekstopisac i kompozitor.
Kao tinejdžer, svoje vokalne sposobnosti je vježbala u poznatoj školi The Brooklyn College of Opera. Osim što se bavi pjevanjem i glumom, piše tekstove i glazbu za svoje pjesme. Njena najpoznatija pjesma je duet "When The Stars Go Blue".
Kao glumica, najpoznatija je po ulogama Michelle Bauer Santos u seriji Guiding Light i Haley James Scott u seriji Tree Hill.

## Vanjske poveznice
- Bethany Joy Lenz u internetskoj bazi filmova IMDb-u (engl.)
- Službeni Blog